# ده‌هزار قدیس
ده هزار قدیس (به انگلیسی: ten thousands saints)فیلم درام آمریکایی ساختهٔ شری اسپرینگر برمن و رابرت پولسینی بر اساس رمانی به همین نام نوشتهٔ النور هندرسون است. ایسا باترفیلد در نقش جود کفی-هورن، نقش اصلی داستان به ایفای نقش پرداخته‌است. این فیلم در۲۳ ژانویه۲۰۱۵ در جشنواره فیلم ساندنس برای اولین بار اکران شد.